# Akademik Shokalskiy
Die 1982 in Finnland gebaute Akademik Shokalskiy (russisch Академик Шокальский) ist ein eisverstärktes (Eisklasse UL/1A Super) Kreuzfahrtschiff der Akademik-Shuleykin-Klasse, das nach dem russischen Ozeanografen und Akademiemitglied Juli Michailowitsch Schokalski benannt wurde.

## Konstruktion
Die Akademik Shokalskiy verfügt über eine konventionelle Maschinenanlage, bei der zwei Sechszylinder-Dieselmotoren über ein Getriebe auf einen Verstellpropeller wirken. Zur Stabilisierung ist das Schiff mit einem Schlingertank ausgestattet.
Das Schiff verfügt auf drei Passagierdecks über 28 Außenkabinen mit unterschiedlicher Ausstattung sowie Speisesaal, Bar und Bibliothek.
Schwesterschiffe der Akademik Shokalskiy sind Akademik Shuleykin, Professor Multanovskiy, Arnold Veimer, Professor Molchanov, Akademik Gamburtsyev, Geolog Dmitriy Nalivkin, Professor Polshkov, Akademik Golitsyn und Professor Khromov.

## Geschichte
Ursprünglich wurde die Akademik Shokalskiy in der Meeresforschung eingesetzt. Sie kommt nach mehreren Umbau- und Modernisierungsmaßnahmen als Kreuzfahrtschiff vorwiegend in der Antarktis zum Einsatz.

### Zwischenfälle
Am 8. Dezember 2013 verließ das Schiff mit 74 Personen an Bord, darunter 26 Touristen, den Hafen von Bluff in Neuseeland, um auf seiner Route der Australasiatischen Antarktisexpedition des Antarktisforschers Douglas Mawson zu folgen, die hundert Jahre zuvor stattfand. Das Schiff befand sich in der Commonwealth-Bucht und war bereits auf dem Rückweg, als sich das Wetter am 24. Dezember plötzlich änderte und scharfer Ostwind dickes Eis in die Bucht trieb, woraufhin das Schiff am 25. Dezember 2800 Kilometer südlich von Hobart vom Eis eingeschlossen wurde.
Der Akademik Shokalskiy eilten die in der Region befindlichen Eisbrecher Xue Long, Aurora Australis und die französische L’Astrolabe zu Hilfe. Die Xue Long unternahm den ersten Rettungsversuch. Diesen musste sie aus Sicherheitsgründen am 28. Dezember nur sechseinhalb Seemeilen von der Akademik Shokalskiy entfernt abbrechen, da die Eisdecke zu dick war. Der nächste Rettungsversuch scheiterte ebenfalls: Als die Aurora Australis bis auf zehn Seemeilen an die Akademik Shokalskiy herangekommen war, musste auch sie aufgrund eines Schneesturms ihren Rettungsversuch abbrechen, da eine Weiterfahrt zu gefährlich gewesen wäre.  
Ab dem 2. Januar 2014 flog der Kamow Ka-32 Bordhubschrauber der Xue Long das eingeschlossene Schiff an und brachte die Passagiere in Gruppen an Bord der Aurora Australis, um mit dieser nach Australien zurückzukehren. Am 3. Januar 2014 meldete die Xue Long, dass sie inzwischen selber festsitzt und die Aurora Australis sich für einen Hilfseinsatz in der Nähe bereithalten soll. Damit verzögerte sich die Rückreise der Passagiere der Akademik Shokalskiy weiter. Am Morgen des 5. Januar 2014 verließ der Eisbrecher Polar Star der United States Coast Guard den Hafen von Sydney, um die eingeschlossenen Schiffe zu befreien.
Am 7. Januar 2014 wurde gemeldet, dass beide Schiffe nicht mehr festsitzen, nachdem der Wind sich gedreht hatte und dadurch Spalten im Eis entstanden waren. Die Akademik Shokalskiy kehrte daraufhin nach Neuseeland zurück. Der Zwischenfall wird auf organisatorische Mängel und Kommunikationsschwierigkeiten zurückgeführt.